# Dlhé Pole
Dlhé Pole (bis 1927 slowakisch „Dlhépole“ oder „Duhopol“; ungarisch Trencsénhosszúmező – bis 1907 Dlhepole) ist eine Gemeinde im Norden der Slowakei mit 1939 Einwohnern (Stand 31. Dezember 2024), die zum Okres Žilina, einem Teil des Žilinský kraj gehört.

## Geographie
Die Gemeinde befindet sich im Gebirge Javorníky im Tal des Baches Dlhopoľka, einem rechten Zufluss der Waag. Das Ortszentrum liegt auf einer Höhe von 392 m n.m. und ist 14 Kilometer von Bytča sowie 16 Kilometer von Žilina gelegen.
Verwaltungstechnisch gliedert sich die Gemeinde in die Gemeindeteile Dlhé Pole, Forbaky-Klukany, Kravárska und Stolečné. Neben den offiziellen Teilen gibt es noch weitere Einzelhöfe/Kleinsiedlungen in und um das Tal.

## Geschichte
Dlhé Pole wurde zum ersten Mal 1320 als Longus Campus (Langenfeld) schriftlich erwähnt und gehörte zum Herrschaftsgut von Burg Hričov, später von Großbitsch. Auf dem Gebiet der heutigen Gemeinde war seit dem Anfang des 18. Jahrhunderts Drahtbinderei verbreitet und die Einwohner waren sowohl in der unmittelbaren Nähe als auch im Ausland als Drahtbinder tätig. Der andere Teil der Bevölkerung war in Landwirtschaft, Schafzucht sowie in Mühlen, Sägen und anderen Handwerken beschäftigt. 1828 sind 404 Häuser und 3114 Einwohner verzeichnet.
1948 gliederte sich ein Teil der Einzelhöfe aus, die heute die Gemeinde Dlhá nad Kysucou bilden.

## Bevölkerung
| Jahr                | 1994 | 2004    | 2014    | 2024    |
| ------------------- | ---- | ------- | ------- | ------- |
| Anzahl der Personen | 2157 | 2039    | 1934    | 1939    |
| Unterschied         |      | −5,47 % | −5,14 % | +0,25 % |

| Jahr                | 2023 | 2024    |
| ------------------- | ---- | ------- |
| Anzahl der Personen | 1921 | 1939    |
| Unterschied         |      | +0,93 % |

Ergebnisse der Volkszählung 2001 (2096 Einwohner):
| Nach Ethnie: - 98,81 % Slowaken - 0,52 % Tschechen - 0,05 % Deutsche | Nach Konfession: - 97,66 % römisch-katholisch - 1,10 % konfessionslos - 0,76 % keine Angabe - 0,29 % evangelisch |

## Bauwerke
- römisch-katholische Kirche St. Martin aus dem späten 19. Jahrhundert

## Persönlichkeiten
- Štefan Haššík (1898–1985), slowakischer Politiker